# Neobisium patrizii romanum
Neobisium patrizii romanum es una subespecie de arácnido del orden Pseudoscorpionida de la familia Neobisiidae.

## Distribución geográfica
Se encuentra en Italia.